# Frægðarvershnúkur
Frægðarvershnúkur är en bergstopp i republiken Island. Den ligger i regionen Suðurland, 110 km öster om huvudstaden Reykjavík. Toppen på Frægðarvershnúkur är 763 meter över havet.
Trakten runt Frægðarvershnúkur är nära nog obefolkad, med mindre än två invånare per kvadratkilometer. Det finns inga samhällen i närheten. Trakten runt Frægðarvershnúkur består i huvudsak av gräsmarker.